# Miss Mexikó
A Miss Mexikó általánosan használt elnevezése, megszólítása a mexikói szépségversenyek győzteseinek. Az országban több ilyen versenyt is rendeznek, amik győztesei nemzetközi versenyeken képviselik hazájukat. A versenyek az alábbiak:
- Señorita Mexico: 1952 és 1993 között rendezett szépségverseny volt, aminek a győztese a Miss Universe, Miss World és Miss International versenyekre utazott. A legnagyobb eredmény egy Miss Universe-cím volt 1991-ben.
- Nuestra Belleza México: 1994-től napjainkig tartó rendezvénysorozat, a Senorita Mexico utódja. Szintén a fent említett nemzetközi versenyre küld résztvevőt. A legjobb eredmény 2 Miss International-cím volt (2007, 2009) és egy Miss Universe-cím (2010)
- Miss Earth Mexico: 2002-től napjainkig megtartott verseny, ami a Miss Earth szépségversenyre küld jelöltet. Legjobb eredménye egy 3. hely 2008-ban.

## Señorita Mexico
A versenyt 1952-ben rendezték meg először. Ez a verseny volt hivatott mexikói jelöltet küldeni a Miss World, Miss Universe és Miss International versenyekre. A verseny történetében a legjelentősebb eredményt Lupita Jones érte el, akit 1991-ben Miss Universe-nek választottak. A győzelem után vita tört ki Jones és a rendezvény szervezői között, át nem adott díjak miatt. Ez a vita azt eredményezte, hogy a verseny szervezői és a versenyt közvetítő mexikó Televisa tévécsatorna szerződést bontott.
A verseny egy másik tévécsatornával, a TV Azteca-val kötött új szerződést, így a Televisa és Jones új versenyt hozott létre Nuestra Belleza Mexico néven. A következő évben a Senorita Mexico elvesztette azt a jogot, hogy versenyzőket küldjön a nemzetközi versenyekre, így a Nuestra Belleza lett a Miss Universe hivatalos mexikói versenye, majd később megszerezte a Miss World és a Miss International helyi szervezési jogait is. Ugyanakkor a Senorita Mexico továbbra is küld versenyzőket kisebb nemzetközi versenyekre, és 2005-ben a neve Miss Mexico-ra változott.

### Győztesek
A lista a győztes neve mellett annak az államnak a nevét mutatja, amelyiket a versenyen képviselt. A táblázat utolsó oszlopa a Miss Universe versenyen elért eredményt mutatja.
| Év        | Győztes                      | Állam                        | Helyezés                                |
| --------- | ---------------------------- | ---------------------------- | --------------------------------------- |
| 1952      | Olga Llorens Pérez           | Chihuahua                    | Top 10 középdöntős                      |
| 1953      | Ana Bertha Lepe Jiménez      | Jalisco                      | 4. helyezett                            |
| 1954      | Elvira Castillo Olivera      | Distrito Federal             | -                                       |
| 1955      | Yolanda Mayen                | n. a.                        | -                                       |
| 1956      | Erna Martha Baumann          | Distrito Federal             | Top 15 középdöntős                      |
| 1957      | Irma Arévalo                 | Distrito Federal             | -                                       |
| 1958      | Leticia Risser Corredor      | Distrito Federal             | -                                       |
| 1959      | Mirna García Dávila          | Distrito Federal             | -                                       |
| 1960      | Lorena Velázquez Dondé       | Distrito Federal             | nem vett rész a Miss Universe versenyen |
| 1961-1962 | a versenyt nem rendezték meg | a versenyt nem rendezték meg | a versenyt nem rendezték meg            |
| 1963      | Beatriz Martínez Solórzano   | Distrito Federal             | A Miss World versenyen vett részt       |
| 1964      | a versenyt nem rendezték meg | a versenyt nem rendezték meg | a versenyt nem rendezték meg            |
| 1965      | Jeanine Acosta Cohen         | Distrito Federal             | -                                       |
| 1966      | a versenyt nem rendezték meg | a versenyt nem rendezték meg | a versenyt nem rendezték meg            |
| 1967      | Valentina Valdés Duarte      | Yucatán                      | -                                       |
| 1968      | Perla Aguirre Muñoz          | Distrito Federal             | -                                       |
| 1969      | Gloria Hernández Martín      | Guanajuato                   | -                                       |
| 1970      | Zulema López Montemayor      | Sinaloa                      | -                                       |
| 1971      | Maria Luisa López Corzo      | Distrito Federal             | -                                       |
| 1972      | María Orozco Quibrera        | Chihuahua                    | -                                       |
| 1973      | Rossana Villares Moreno      | Yucatán                      | -                                       |
| 1974      | Lupita Elorriaga Valdéz      | Sinaloa                      | -                                       |
| 1975      | Delia Servín Nieto           | Sinaloa                      | -                                       |
| 1976      | Carla Jean Evert Reguera     | Guerrero                     | -                                       |
| 1977      | Felicia Mercado Aguado       | Alsó-Kalifornia              | -                                       |
| 1978      | Alba Margarita Cervera Lavat | Yucatán                      | Top 12 középdöntős                      |
| 1979      | María Luisa Díaz Tejeda      | Nayarit                      | -                                       |
| 1980      | Ana Patricia Núñez Romero    | Sonora                       | -                                       |
| 1981      | Judith Grace González Hicks  | Új-León                      | -                                       |
| 1982      | Carmen López Flores          | Distrito Federal             | -                                       |
| 1983      | Mónica Rosas Torres          | Durango                      | -                                       |
| 1984      | Elizabeth Broden Ibáñez      | Sinaloa                      | -                                       |
| 1985      | Yolanda de la Cruz Cardenas  | Sinaloa                      | -                                       |
| 1986      | Connie Carranza Ancheta      | Sonora                       | -                                       |
| 1987      | Cynthia Fallon García        | Distrito Federal             | -                                       |
| 1988      | Amanda Olivares Phillips     | Puebla                       | 3. helyezett                            |
| 1989      | Adriana Abascal López        | Veracruz                     | 5. helyezett                            |
| 1990      | Marilé del Rosario Santiago  | Tlaxcala                     | Top 6                                   |
| 1991      | Lupita Jones Garay           | Alsó-Kalifornia              | Győztes                                 |
| 1992      | Mónica Zúñiga Arriaga        | Hidalgo                      | -                                       |
| 1993      | Angelina González Guerrero   | Campeche                     | -                                       |
| 1994      | Fabiola Pérez Rovirosa       | Chihuahua                    | -                                       |

## Nuestra Belleza Mexico
A Nuestra Belleza Mexico (magyarul kb. „A mi mexikói szépségünk”) egy évenkénti megrendezésű szépségverseny, amit először 1994-ben tartottak meg. A főszervezője Lupita Jones, aki mexikó első Miss Universe-győztese volt 1991-ben. A Televisa tévétársasággal együttműködve ez a verseny választja ki Mexikó képviselőit a Miss Universe, Miss World és Miss International versenyekre. A Nuestra Belleza Mexico eddigi legnagyobb eredménye két Miss International-cím 2007-ben és 2009-ben és egy Miss Universe-cím 2010-ben.
A versenyen részt venni szándékozó nőknek előbb az állami versenyeken kell részt venniük, ezek győztesei juthatnak be az országos döntőbe. Az állami versenyeken egészen addig vehet részt valaki újra és újra, míg megfelel az előírt korhatárnak, illetve amíg meg nem nyeri az adott állam versenyét. Ám az sem szokatlan, hogy egy állam egyidejűleg több versenyzőt is delegáljon az országos döntőbe. Mindez akkor történhet meg, ha a Nuestra Belleza Mexico szervezői kérik fel az adott plusz versenyzőt a részvételre, akár mert lehetőséget látnak benne, akár azért, mert nem minden állam indít döntőst egy adott évben, így ebben az esetben a létszámot kell betölteni. Körülbelül 30 vagy annál több versenyző jut a döntőbe évente.
A versenyzők a döntő előtt különféle eseményeken és szponzori rendezvényeken vesznek részt, ahol kiválasztják a döntőn belüli továbbjutókat (középdöntősöket), de akiknek a neve csupán a televízión is közvetített döntőn kerül a nyilvánosság elé. Néhányan különdíjakat kapnak, ami automatikusan bejuttatja őket a középdöntősök közé.
A középdöntősök fürdőruhában és estélyi ruhában mutatkoznak be, mindegyik után néhányan már nem jutnak tovább. A végül talpon maradt versenyzők interjú-kérdéseket kapnak, majd kihirdetik a helyezetteket és a győzteseket. Maga az egész verseny egy évvel korábban zajlik, mint az a nemzetközi verseny, amin a győztesek részt vesznek.
Két győztest hirdetnek, Nuestra Belleza Universo vesz részt a Miss Universe, Nuestra Belleza Mundo a Miss World versenyen.

### Győztesek

#### Nuestra Belleza Universo
A lista a győztes neve mellett annak az államnak a nevét mutatja, amelyiket a versenyen képviselt. A táblázat utolsó oszlopa a Miss Universe versenyen elért eredményt mutatja. A Nuestra Belleza Universo címet elnyerő győztes mindig a következő évi Miss Universe versenyen vesz részt.
| Év   | Időpont és helyszín                                                        | Győztes                           | Állam                | Helyezés     |
| ---- | -------------------------------------------------------------------------- | --------------------------------- | -------------------- | ------------ |
| 1995 |                                                                            | Luz María Zetina Lugo             | México               | -            |
| 1996 |                                                                            | Vanessa Guzmán Niebla             | Chihuahua            | Top 6        |
| 1997 |                                                                            | Rebeca Tamez Jones                | Tamaulipas           | -            |
| 1998 |                                                                            | Katty Fuentes García              | Új-León              | -            |
| 1999 |                                                                            | Silvia Salgado Cavazos            | Új-León              | Top 10       |
| 2000 |                                                                            | Leticia Murray Acedo              | Sonora               | -            |
| 2001 |                                                                            | Jacqueline Bracamontes van Hoorde | Jalisco              | -            |
| 2002 |                                                                            | Ericka Cruz Escalante             | Yucatán              | -            |
| 2003 |                                                                            | Marisol González Casas            | Coahuila             | -            |
| 2004 |                                                                            | Rosalva Luna Ruiz                 | Sinaloa              | Top 15       |
| 2005 |                                                                            | Laura Elizondo Erhard             | Tamaulipas           | 4. helyezett |
| 2006 |                                                                            | Priscila Perales Elizondo         | Új-León              | Top 10       |
| 2007 |                                                                            | Rosa María Ojeda Cuen             | Sinaloa              | Top 10       |
| 2008 |                                                                            | Elisa Nájera Gualito              | Guanajuato           | 5. helyezett |
| 2009 |                                                                            | Karla Carrillo González           | Jalisco              | -            |
| 2010 |                                                                            | Ximena Navarrete Rosete           | Jalisco              | Győztes      |
| 2011 | 2010. szeptember, Parque Las Maravillas, Saltillo                          | Karín Ontiveros Meza              | Jalisco              |              |
| 2012 | 2011. augusztus 20., Centro Internacional de Convenciones, Puerto Vallarta | Karina Gonzalez                   | Aguascalientes       |              |
| 2013 | 2012. szeptember 1., Chiapas                                               | Cynthia Duque                     | Új-León              |              |
| 2014 | 2013, Toluca de Lerdo                                                      | Josselyn Garciglia Bañuelos       | Déli-Alsó-Kalifornia |              |

#### Nuestra Belleza Mundo
A lista a győztes neve mellett annak az államnak a nevét mutatja, amelyiket a versenyen képviselt. A táblázat utolsó oszlopa a Miss World versenyen elért eredményt mutatja. A legjobb eredmény egy 2. hely 2005-ben és 2009-ben.
| Év   | Győztes                        | Állam            | Helyezés                |
| ---- | ------------------------------ | ---------------- | ----------------------- |
| 1995 | Alejandra Quintero Velasco     | Új-León          | Top 10 középdöntős      |
| 1996 | Yessica Salazar González       | Jalisco          | Top 10 középdöntős      |
| 1997 | Blanca Soto Benavides          | Morelos          | -                       |
| 1998 | Vilma Zamora Suñol             | Guanajuato       | -                       |
| 1999 | Danette Velasco Bataller       | Distrito Federal | -                       |
| 2000 | Paulina Flores Arias           | Sinaloa          | -                       |
| 2001 | Tatiana Rodríguez Romero       | Campeche         | -                       |
| 2002 | Blanca Zumárraga Contreras     | Puebla           | -                       |
| 2003 | Erika Honstein García          | Sonora           | -                       |
| 2004 | Yessica Ramírez Meza           | Alsó-Kalifornia  | Top 15 középdöntős      |
| 2005 | Dafne Molina Lona              | Distrito Federal | 2. helyezett            |
| 2006 | Karla Jiménez Amezcua          | Puebla           | Top 17 középdöntős      |
| 2007 | Carolina Morán Gordillo        | Colima           | 3. helyezett            |
| 2008 | Anagabriela Espinoza Marroquín | Új-León          | Top 15 középdöntős      |
| 2009 | Perla Beltrán Acosta           | Sinaloa          | 2. helyezett            |
| 2010 | Anabel Solís Sosa              | Yucatán          |                         |
| 2011 | Cynthia de la Vega             | Új-León          | Megfosztották a címétől |
| 2011 | Gabriela Palacio               |                  |                         |
| 2012 | Mariana Berumen                | Guanajuato       |                         |
| 2013 | Marylin Chagoya Triana         | Veracruz         |                         |

#### Miss International-résztvevők

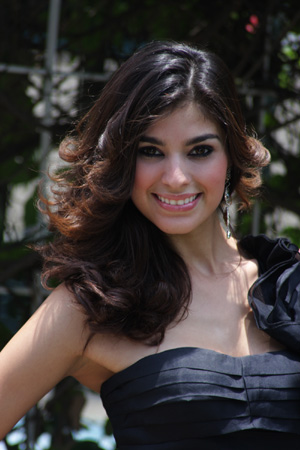
Anagabriela Espinoza Marroquín, Miss International 2009 győztes és Miss World középdöntős

A lista a győztes neve mellett annak az államnak a nevét mutatja, amelyiket a versenyen képviselt. A táblázat utolsó oszlopa a Miss International versenyen elért eredményt mutatja.
| Év        | Győztes                        | Állam             | Helyezés           |
| --------- | ------------------------------ | ----------------- | ------------------ |
| 1999      | Graciela Soto Cámara           | Morelos           | -                  |
| 2000      | Leticia Murray Acedo           | Sonora            | Top 15 középdöntős |
| 2001-2007 | nem rendezték meg              | nem rendezték meg | nem rendezték meg  |
| 2007      | Priscila Perales Elizondo      | Új-León           | Győztes            |
| 2008      | Lorenza Bernot Krauze          | Morelos           | -                  |
| 2009      | Anagabriela Espinoza Marroquín | Új-León           | Győztes            |
| 2010      | Gabriela Palacio Díaz          | Aguascalientes    |                    |
| 2011      | Karen Higuera                  |                   |                    |
| 2012      | Nohemí Hermosillo              | Estado de Mexico  |                    |

### Versenyek
- 2010

2010-ben a Mejor Traje Tipico különdíjért folyó versenyt Tiaré Crystal Oliva Elguelzabal nyerte. Ezen a vetélkedőn a versenyzők különféle mexikói nemzeti viselet jellegű ruhákat, jelmezeket mutatnak be. A különdíj győztese által viselt ruhát mutatja be a Nuestra Belleza Universo győztese a Miss Universe verseny Best National Costume (Legjobb Nemzeti Viselet) vetélkedőjén. A 2010. évi győztes jelmezt Fernando López tervezte.
- 2011

A 2011-es versenyt augusztus 20-án rendezték meg. Három címet osztottak ki, győzteseik:
- - Nuestra Belleza México: Karina Gonzalez
  - Nuestra Belleza Mundo: Mariana Berumen
  - Nuestra Belleza Internacional: Nohemí Hermiosa lettek.

A második helyet Grecia Gutierrez, a harmadikat Lucia Silva nyerte el.
A különdíjak győztesei:
- - Miss Top Model: Miss Jalisco – Lucía Silva
  - Miss Congeniality: Miss Sinaloa – Grecia Gutiérrez
  - Miss Talent: Miss Aguascalientes – Karina González
  - Miss Sports: Miss Mexico City Distrito Federal – Mónica Gómez
  - Academic Award: Miss Durango – Mónica Ayala
  - Personality Fraiche: Miss Jalisco – Lucía Silva
  - Steps to Fame: Miss Aguascalientes – Karina González
  - Best National Costume: Miss Durango – Mónica Ayala “Diosa de Plata”. Ezt a jelmezt a Miss Universe 2012 versenyen fogja viselni Karina Gonzalez.

## Miss Earth Mexico

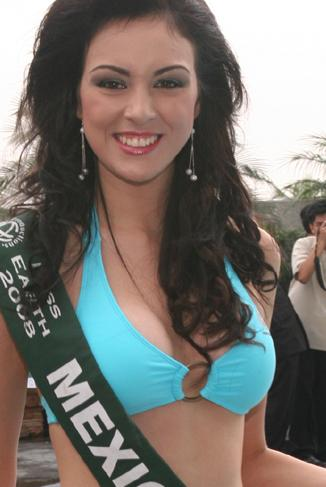
Abigail Elizalde Romo, Miss Earth Mexico 2008 és Miss Earth 2008 3. helyezett

A Miss Earth Mexico verseny a 2001-ben indult Miss Earth nemzetközi szépségverseny mexikói döntője. Hivatalosan csak 2007-ben rendezték meg először, addig csupán felkértek versenyzőket a nemzetközi rendezvényen való részvételre. A legjobb eredmény egy 3. hely 2008-ban.

### Győztesek
A lista a győztes neve mellett annak az államnak a nevét mutatja, amelyiket a versenyen képviselt. A táblázat utolsó oszlopa a Miss Earth versenyen elért eredményt mutatja.
| Év   | Győztes                      | Állam            | Helyezés     |
| ---- | ---------------------------- | ---------------- | ------------ |
| 2002 | Libna Viruega Roldán         | Distrito Federal |              |
| 2003 | Lorena Irene Velarde Briceño | Jalisco          | -            |
| 2004 | Valentina Cervera Avila      | Yucatán          | -            |
| 2005 | Lorena Jaime Hochstrasser    | Yucatán          | -            |
| 2006 | Alina García Valdez          | Yucatán          | -            |
| 2007 | María Fernanda Cánovas Leal  | Tamaulipas       | -            |
| 2008 | Abigail Elizalde Romo        | Coahuila         | 3. helyezett |
| 2009 | Natalia Quiñones Pérez       | Jalisco          | -            |
| 2010 | Claudia Lopez Mollinedo      |                  |              |

- Perla Beltrán a 2007-ben rendezett versenyen második helyezést ért el, majd a 2008-as Nuestra Belleza Mexico versenyen megszerezte a Miss World-ön való indulási jogot, ahol 2. helyezést ért el 2009-ben.

## Fordítás
Ez a szócikk részben vagy egészben  a   Señorita Mexico című angol Wikipédia-szócikk ezen változatának fordításán alapul.  Az eredeti cikk szerkesztőit annak laptörténete sorolja fel. Ez a jelzés csupán a megfogalmazás eredetét és a szerzői jogokat jelzi, nem szolgál a cikkben szereplő információk forrásmegjelöléseként.
Ez a szócikk részben vagy egészben  a   Nuestra Belleza Mexico című angol Wikipédia-szócikk ezen változatának fordításán alapul.  Az eredeti cikk szerkesztőit annak laptörténete sorolja fel. Ez a jelzés csupán a megfogalmazás eredetét és a szerzői jogokat jelzi, nem szolgál a cikkben szereplő információk forrásmegjelöléseként.
Ez a szócikk részben vagy egészben  a   Miss Earth Mexico című angol Wikipédia-szócikk ezen változatának fordításán alapul.  Az eredeti cikk szerkesztőit annak laptörténete sorolja fel. Ez a jelzés csupán a megfogalmazás eredetét és a szerzői jogokat jelzi, nem szolgál a cikkben szereplő információk forrásmegjelöléseként.